# Wojewodowie połoccy
Wojewodowie województwa połockiego I Rzeczypospolitej.
- Stanisław Hlebowicz 1462–1513[1]
- Olbracht Gasztołd 1470–1539
- Stanisław Hryhorowicz Ostyk zm. 1519
- Piotr Stanisławowicz Kiszka zm. 1534
- Jan Juriewicz Hlebowicz 1486–1549
- Stanisław Stanisławowicz Dowojna zm. 1574
- Mikołaj Moniwid Olechnowicz Dorohostajski 1536–1597
- Andrzej Pawłowicz Sapieha 1539–1621
- Michał Drucki Sokoliński (zm. 1621)
- Janusz Kiszka 1586–1653
- Aleksander Ludwik Radziwiłł 1594–1654
- Jan Karol Kopeć 1611–1680
- Kazimierz Jan Sapieha 1637–1720
- Jan Jacek Ogiński zm. 1684
- Dominik Michał Słuszka zm. 1713
- Stanisław Ernest Denhoff 1667–1728
- Aleksander Michał Sapieha 1753–1771
- Józef Sylwester Sosnowski 1771-1783
- Tadeusz Żaba 1749–1799